# Tinamiformes
A ordem Tinamiformes é representada por uma única família, a Tinamidae. São aves de aparência galinácea, endêmicas do neotrópico, ocorrendo do México à Patagônia, e ocupando inclusive os Andes até 4 800 metros de altitude. Representam um dos mais antigos grupos de aves do continente americano, com registros fósseis procedendo do Mioceno da Argentina.
Alimentam-se predominantemente de sementes. Diferentemente da maioria das aves, a incubação e o trato dos filhotes são tarefas exclusivas dos machos. Outra constante é a dominância do sexo feminino e a monogamia. Cabe às fêmeas definir territórios, mantê-los, atrair e competir pelos machos que as fecundarão e, feita a postura, chocarão seus ovos e cuidarão de sua descendência.
Existem 47 espécies de tinamídeos, divididos em 9 gêneros, a maioria conhecidos, como inambus e lambus (principalmente as do gênero Crypturellus), ou "codornas"; entretanto, é necessário não confundir este grupo com a verdadeira codorna, explorada comercialmente (Coturnix coturnix), que é um membro da ordem dos Galliformes. Os tinamídeos possuem um parentesco muito mais próximo com os avestruzes, emas, casuares e quivis do que com os galináceos, sendo que a aparência similar à dos Galliformes surgiu através de evolução convergente. Pesquisas publicadas a partir de 2010 descobriram que os tinamídeos são realmente mais próximos da extinta moa da Nova Zelândia.

## Distribuição geográfica e habitat
Os tinamídeos são restritos à região Neotropical, sendo encontrados do noroeste do México ao sul da Argentina. Ocupam praticamente todos os ambientes terrestres existentes na América do Sul, habitando desde os desertos andinos, a mais de 5 300 metros de altitude, até a mata atlântica e ao nível do mar. Eles são mais abundantes e diversificados na região amazônica, onde se concentra a maioria das espécies dos gêneros Tinamus e Crypturellus.

## Alimentação
A dieta consiste principalmente de sementes, raízes, frutas, insetos e moluscos. Algumas espécies comem também pequenos vertebrados (lagartos, sapos e roedores). Eles se alimentam no solo, revirando as folhas e a matéria orgânica com o bico, mas não esgraveteiam o solo com os pés como fazem os galináceos. Os tinamídeos bebem regularmente sempre que há disponibilidade de água. Bebem sugando, não levantam a cabeça para engolir a água.

## História evolutiva
Os tinamídeos representam a linhagem mais antiga de aves do continente sul-americano. Os registros mais antigos datam do Terciário e são restritos à Argentina: uma espécie descrita por Geoffroy (1832), Eudromia indet. sp., datada do Mioceno Superior da província de La Pampa, e duas, Eudromia olsoni e Nothura parvula, do Plioceno Superior da província de Buenos Aires. Os registros do Quaternário incluem diversas espécies ainda existentes, e têm sido encontrados espalhados por diversos sítios do Pleistoceno Inferior na América do Sul.

### Espécies fósseis
- Eudromia indet. sp. É. Geoffroy, 1832 (Mioceno Superior da província de La Pampa, Argentina)
- Eudromia olsoni Tambussi e Tonni, 1985 (Plioceno Superior da província de Buenos Aires, Argentina)
- Eudromia intermedia (e) (Rovereto, 1914) (Plioceno da Argentina)
- Nothura parvula (e) (Rovereto, 1914) (Plioceno Superior da província de Buenos Aires, Argentina)
- Nothura paludosa Mercerat, 1897 (Pleistoceno da Argentina)
- Crypturellus cf. C. transfasciatus (Campbell, 1979) (Pleistoceno do noroeste do Peru)
- Querandiornis romani Rusconi 1958 (Pleistoceno Inferior/Médio da Argentina)

## Classificação
A ordem Tinamiformes é o grupo-irmão das ratitas (Struthioniformes sensu lato), e estes dois grupos formam o Paleognathae, baseado na característica do palato.
Tradicionalmente os tinamídeos são subdivididos em duas subfamílias: Tinaminae, espécies florestais e que têm a abertura das narinas na metade rostral do bico; e Rhynchotinae, espécies campestres e que possuem a abertura das narinas na base do bico.
|  | Tinamotis |
|  |           |
|  | Eudromia  |
|  |           |

|  | \| \| Taoniscus \| \| \| \| \| \| Nothura \| \| \| \| |
|  |                                                       |
|  | Nothoprocta                                           |
|  |                                                       |
|  | Taoniscus                                             |
|  |                                                       |
|  | Nothura                                               |
|  |                                                       |

|  | Taoniscus |
|  |           |
|  | Nothura   |
|  |           |

|  | \| \| Taoniscus \| \| \| \| \| \| Nothura \| \| \| \| |
|  |                                                       |
|  | Nothoprocta                                           |
|  |                                                       |
|  | Taoniscus                                             |
|  |                                                       |
|  | Nothura                                               |
|  |                                                       |

|  | Taoniscus |
|  |           |
|  | Nothura   |
|  |           |

|  | Tinamotis |
|  |           |
|  | Eudromia  |
|  |           |

|  | \| \| Taoniscus \| \| \| \| \| \| Nothura \| \| \| \| |
|  |                                                       |
|  | Nothoprocta                                           |
|  |                                                       |
|  | Taoniscus                                             |
|  |                                                       |
|  | Nothura                                               |
|  |                                                       |

|  | Taoniscus |
|  |           |
|  | Nothura   |
|  |           |

|  | \| \| Taoniscus \| \| \| \| \| \| Nothura \| \| \| \| |
|  |                                                       |
|  | Nothoprocta                                           |
|  |                                                       |
|  | Taoniscus                                             |
|  |                                                       |
|  | Nothura                                               |
|  |                                                       |

|  | Taoniscus |
|  |           |
|  | Nothura   |
|  |           |

|  | \| \| Crypturellus \| \| \| \| \| \| Tinamus \| \| \| \| |
|  |                                                          |
|  | Nothocercus                                              |
|  |                                                          |
|  | Crypturellus                                             |
|  |                                                          |
|  | Tinamus                                                  |
|  |                                                          |

|  | Crypturellus |
|  |              |
|  | Tinamus      |
|  |              |

|  | Tinamotis |
|  |           |
|  | Eudromia  |
|  |           |

|  | \| \| Taoniscus \| \| \| \| \| \| Nothura \| \| \| \| |
|  |                                                       |
|  | Nothoprocta                                           |
|  |                                                       |
|  | Taoniscus                                             |
|  |                                                       |
|  | Nothura                                               |
|  |                                                       |

|  | Taoniscus |
|  |           |
|  | Nothura   |
|  |           |

|  | \| \| Taoniscus \| \| \| \| \| \| Nothura \| \| \| \| |
|  |                                                       |
|  | Nothoprocta                                           |
|  |                                                       |
|  | Taoniscus                                             |
|  |                                                       |
|  | Nothura                                               |
|  |                                                       |

|  | Taoniscus |
|  |           |
|  | Nothura   |
|  |           |

|  | Tinamotis |
|  |           |
|  | Eudromia  |
|  |           |

|  | \| \| Taoniscus \| \| \| \| \| \| Nothura \| \| \| \| |
|  |                                                       |
|  | Nothoprocta                                           |
|  |                                                       |
|  | Taoniscus                                             |
|  |                                                       |
|  | Nothura                                               |
|  |                                                       |

|  | Taoniscus |
|  |           |
|  | Nothura   |
|  |           |

|  | \| \| Taoniscus \| \| \| \| \| \| Nothura \| \| \| \| |
|  |                                                       |
|  | Nothoprocta                                           |
|  |                                                       |
|  | Taoniscus                                             |
|  |                                                       |
|  | Nothura                                               |
|  |                                                       |

|  | Taoniscus |
|  |           |
|  | Nothura   |
|  |           |

|  | \| \| Crypturellus \| \| \| \| \| \| Tinamus \| \| \| \| |
|  |                                                          |
|  | Nothocercus                                              |
|  |                                                          |
|  | Crypturellus                                             |
|  |                                                          |
|  | Tinamus                                                  |
|  |                                                          |

|  | Crypturellus |
|  |              |
|  | Tinamus      |
|  |              |

- Família Tinamidae G. R. Gray, 1840
  - Subfamília Tinaminae G. R. Gray, 1840
    - Gênero Tinamus Hermann, 1783
      - Tinamus tao Temminck, 1815 - Azulona
      - Tinamus solitarius (Vieillot, 1819) - Macuco
      - Tinamus osgoodi Conover, 1949 - Macuco-preto
      - Tinamus major (Gmelin, 1789) - Inambu-serra
      - Tinamus guttatus Pelzeln, 1863 - Inambu-galinha

    - Gênero Nothocercus Bonaparte, 1856
      - Nothocercus bonapartei (G. R. Gray, 1867)
      - Nothocercus julius (Bonaparte, 1854)
      - Nothocercus nigrocapillus (G. R. Gray, 1867)

    - Gênero Crypturellus Brabourne e Chubb, 1914
      - Crypturellus berlepschi (Rothschild, 1897)
      - Crypturellus cinereus (Gmelin, 1789) - Inhambu-preto
      - Crypturellus soui (Hermann, 1783) - Sururina ou Inhambu-carioca
      - Crypturellus ptaritepui Zimmer e Phelps, 1945 - Inhambu-do-tepui
      - Crypturellus obsoletus (Temminck, 1815) - Inhambu-guaçu
      - Crypturellus undulatus (Temminck, 1815) - Jaó
      - Crypturellus transfasciatus (Sclater e Salvin, 1878)
      - Crypturellus strigulosus (Temminck, 1815) - Inhambu-relógio
      - Crypturellus duidae Zimmer, 1938 - Inhambu-de-pé-cinza
      - Crypturellus erythropus (a) (Pelzeln, 1863) - Inhambu-de-perna-vermelha
      - Crypturellus noctivagus (Wied-Neuwied, 1820) - Jaó-do-sul
      - Crypturellus atrocapillus (Tschudi, 1844) - Inhambu-de-coroa-preta
      - Crypturellus cinnamomeus (b) (Lesson, 1842)
      - Crypturellus boucardi (b) (Sclater, 1860)
      - Crypturellus kerriae (Chapman, 1915) - Inhambu-de-Chocó
      - Crypturellus variegatus (Gmelin, 1789) - Inhambu-anhangá
      - Crypturellus brevirostris (Pelzeln, 1863) - Inhambu-carijó
      - Crypturellus bartletti (Sclater e Salvin, 1873) - Inhambu-anhangaí
      - Crypturellus parvirostris (Wagler, 1827) - Inhambu-chororó
      - Crypturellus casiquiare (Chapman, 1929) - Inhambu-listrado
      - Crypturellus tataupa (Temminck, 1815) - Inhambu-xintã

  - Subfamília Rhynchotinae 
    - Gênero Rhynchotus Spix, 1825
      - Rhynchotus rufescens (Temminck, 1815) - Inhambupé
      - Rhynchotus maculicollis (c) (G. R. Gray, 1867)

    - Gênero Nothoprocta Sclater e Salvin, 1873
      - Nothoprocta cinerascens (Burmeister, 1860)
      - Nothoprocta curvirostris Sclater e Salvin, 1873
      - Nothoprocta kalinowskii (d) (Berlepsch e Stolzmann, 1901)
      - Nothoprocta ornata (G. R. Gray, 1867)
      - Nothoprocta pentlandii (G. R. Gray, 1867) - Tinamu-andino
      - Nothoprocta perdicaria (Kittlitz, 1830) - Tinamu-do-chile
      - Nothoprocta taczanowskii Sclater e Salvin, 1875

    - Gênero Nothura Wagler, 1827
      - Nothura chacoensis Conover, 1937 - Codorna-do-chaco
      - Nothura boraquira (Spix, 1825) - Codorna-do-nordeste
      - Nothura darwinii G. R. Gray, 1867 - Codorna-de-darwin
      - Nothura maculosa (Temminck, 1815) - Codorna-do-campo ou Codorna-amarela
      - Nothura minor (Spix, 1825) - Codorna-mineira

    - Gênero Taoniscus Gloger, 1842
      - Taoniscus nanus (Temminck, 1815) - Codorna-pequena ou Inhambu-carapé

    - Gênero Eudromia Isidore Geoffroy Saint-Hilaire, 1832
      - Eudromia elegans Isidore Geoffroy Saint-Hilaire, 1832 - Martineta
      - Eudromia formosa (Lillo, 1905) - Quebracho

    - Gênero Tinamotis Vigors, 1837
      - Tinamotis ingoufi Oustalet, 1890 - Tinamu-da-patagônia
      - Tinamotis pentlandii Vigors, 1837 - Tinamu-da-puna

| Variação da composição da família Tinamidae entre autores | Variação da composição da família Tinamidae entre autores | Variação da composição da família Tinamidae entre autores |
| Autor(es) (Ano) | N° de gêneros                                             | Nº de espécies                                            |
| --- | --------------------------------------------------------- | --------------------------------------------------------- |
| Del Hoyo (1992) | 9                                                         | 47 [a]                                                    |
| Sibley e Monroe (1990; 1993) | 9                                                         | 47 [a]                                                    |
| Howard e Moore (2003) | 9                                                         | 47 [a]                                                    |
| Clements (2005) | 9                                                         | 47 [a]                                                    |
| SACC (2008 v.08/08) | 9                                                         | 45 [b]                                                    |
| Birdlife International (2008, v. 1) | 9                                                         | 47 [c]                                                    |
| IOC (2008, v. 1.6) | 9                                                         | 47 [c]                                                    |
| a. ^ Inclui boucardi, cinnamomeus e kalinowski; mas não inclui maculicollis. b. ^ Inclui maculicollis; mas não inclui boucardi, cinnamomeus e kalinowski. c. ^ Inclui boucardi, cinnamomeus e maculicollis; mas não inclui kalinowski. |                                                           |                                                           |